# Discotathra
Discotathra is een geslacht van rechtvleugeligen uit de familie krekels (Gryllidae). De wetenschappelijke naam van dit geslacht is voor het eerst geldig gepubliceerd in 2003 door Gorochov.

## Soorten
Het geslacht Discotathra  is monotypisch en omvat slechts de volgende soort:
- Discotathra angulifrons (Chopard, 1951)